# Polyphylla nubecula
Polyphylla nubecula är en skalbaggsart som beskrevs av Frey 1962. Polyphylla nubecula ingår i släktet Polyphylla och familjen Melolonthidae. Inga underarter finns listade i Catalogue of Life.